# روسانو ونتو
روسانو ونتو (به ایتالیایی: Rossano Veneto) یک کومونه در ایتالیا است که در استان ویچنزا واقع شده‌است. روسانو ونتو ۱۰٫۶۶ کیلومتر مربع مساحت و ۷٬۷۰۸ نفر جمعیت دارد و ۷۸ متر بالاتر از سطح دریا واقع شده‌است.